# Eliane Zimmermann
 Eliane Zimmermann (* 17. Juni 1959 in Santiago de Chile) ist Aromatherapeutin und Autorin von fünf Büchern und drei Fachbuchbeiträgen über Aromatherapie und Aromapflege.

## Leben
Aufgewachsen in Curitiba (Brasilien) und Bonn machte sie eine Ausbildung zur Schwesternhelferin beim Roten Kreuz und absolvierte nach ihrem Abitur 1979 ein neunsemestriges Studium in Visueller Kommunikation an der Fachhochschule Mainz mit dem Abschluss Diplom-Designerin. Eine berufsbegleitende Heilpraktiker-Ausbildung sowie eine Ausbildung als NLP-Practitioner bei Richard Bandler, Christina Hall und Cora Besser-Sigmund vertieften den psychologisch orientierten Bereich ihres Berufes, den sie als freiberufliche Grafikerin bei diversen Verlagen und Werbeagenturen in Frankfurt am Main und Kassel ausübte. Nach einem britischen Aromatherapie-Lehrgang erlangte sie 1990 das Diplom von SPICA (Shirley Price International College of Aromatherapy). Zimmermann erwarb in dieser Zeit auch den Sachkundenachweis zum Verkauf freiverkäuflicher Arzneimittel bei der IHK Wetzlar.
1990 eröffnete Zimmermann das „Atelier für Aromatherapie“ in Wiesbaden, eine der ersten Praxen in Deutschland, in der Aromatherapie-Behandlungen angeboten wurden. Die Nachfrage nach Ausbildungen führte zur Gründung der Schule „AiDA Aromatherapy International“, wo sie Interessenten in Aromakunde und Aroma-Massage ausbildet. Seit dem Jahr 2000 bietet Eliane Zimmermann mit ihrem Ehemann Markus Bäuchle in der Gegend um Glengarriff in Südwest-Irland Fortbildungswochen und geführte Wanderwochen an.